# Bizalmam az ősi erényben

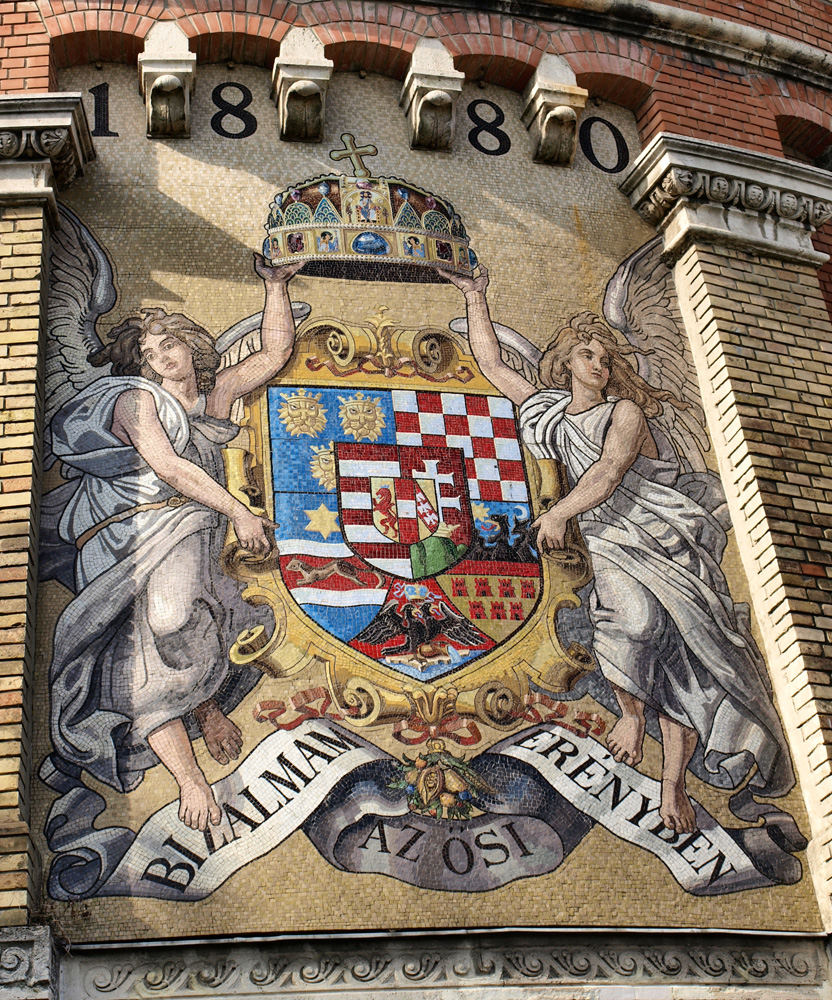
Bizalmam az ősi erényben (Budapest, Clark Ádám tér, várfal)

Bizalmam az ősi erényben – Ferenc József magyar királyi jelmondata.
Latin eredetije: Virtuti confido (bízom az erényben). Ebben a formában a király 1867-es megkoronázása alkalmából vert emlékpénzre került rá, míg a magyar változat később több pénzérmén is felbukkan.

„»Bizalmam az ősi erényben« volt jelszavam, midőn egy negyed század előtt dicső elődöm szent koronája a nemzet színe előtt fejemre tétetett s ez által Magyarország apostoli királya és hű népei közt a kölcsönös szeretet és bizalom megerősödve, új zálogot nyert.
 E bizalmamban nem csalatkoztam, mert a lefolyt huszonöt év alatt a magyarnak ősi erénye is: hű ragaszkodás királyához és rajongó szeretet hazájához minden alkalommal szívemelő Összhangzásban nyilvánultak, minek folytán nemcsak az ország szellemi és anyagi terén, a legörvendetesebb haladás és fejlődés mutatkozott, hanem az egész monarchia hatalmi állása is növekedett… ”

–  Ferenc József magyar királynak a főrendekhez intézett legkegyelmesebb válaszának részlete (1892)

Ferenc Józsefnek, az összbirodalom uralkodójának jelmondata a Viribus Unitis (Egyesült erőkkel) volt.

## Megjelenése művészetekben
- A Kárpátia együttes egyik dalának is ez a címe.[2]